# Dämoneninsel

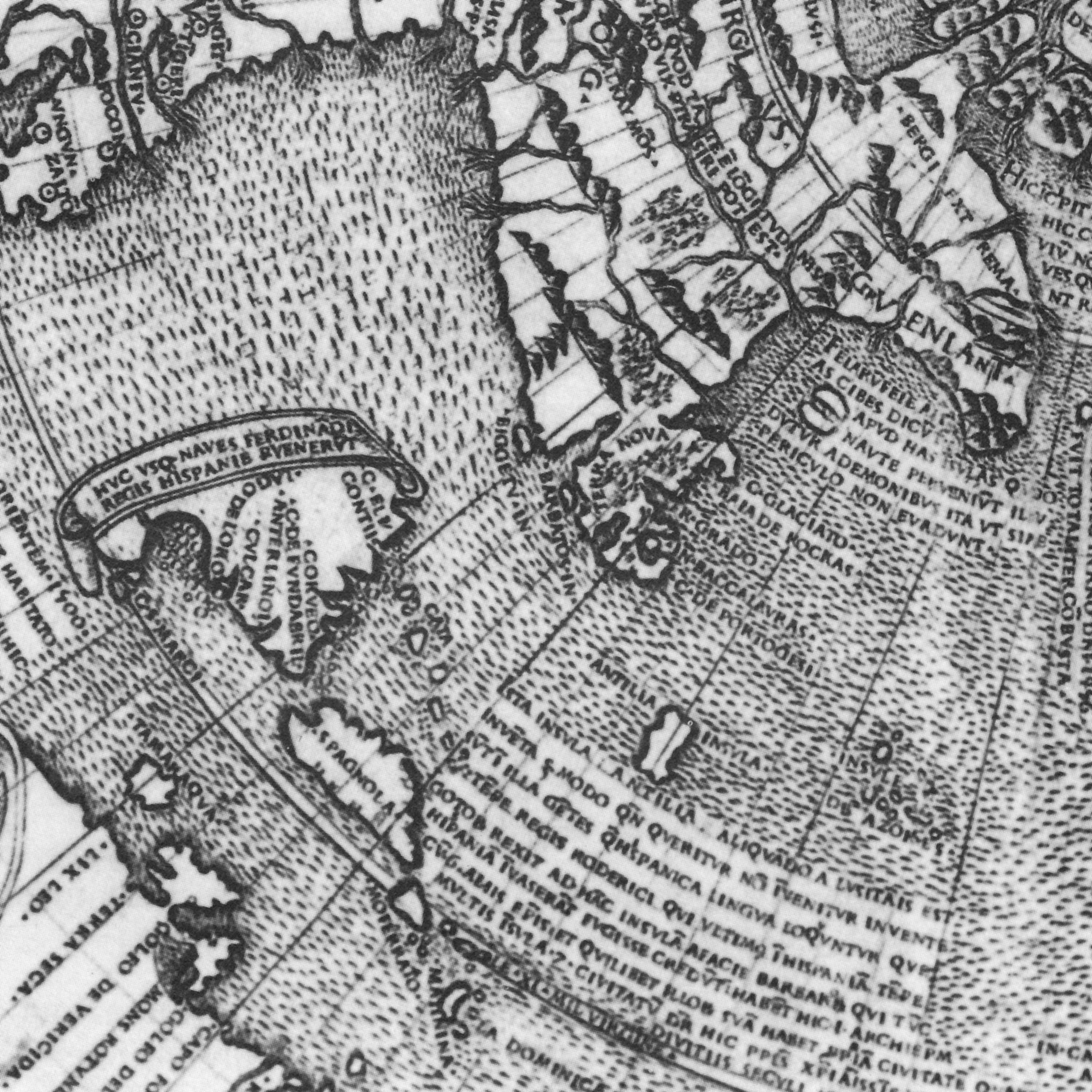
Kartenausschnitt des nordwestlichen Atlantiks von Johannes Ruysch; Dämoneninsel rechts oben

Die Dämoneninsel (oder Insel der Dämonen) ist eine Phantominsel im Nordatlantik, nördlich von Neufundland, die noch bis in das 17. Jahrhundert hinein in mehreren Kartenwerken verzeichnet war.
Die Dämoneninsel erschien zuerst auf einer Karte des Johannes Ruysch von 1508. In einer großen Bucht, die sich zwischen Grönland (Grvenlant) und Neufundland (Terra Nova) erstreckt, ist eine ähnlich wie ein Hamburger geformte Doppelinsel eingezeichnet, mit der Erläuterung:
„Es wird gesagt, dass die Seeleute, die sich diesen Inseln näherten, um Fische und andere Nahrungsmittel zu finden, von Dämonen so gequält wurden, dass sie nicht ohne Gefahr entkommen konnten.“
In der Karte des Portugiesen Sebastiano Lopes aus dem Jahr 1540 tragen diese beiden Inseln die Namen „I. de Fortuna“ und „I. de Formenta“.
Eine Beschreibung der Dämoneninsel liefert der Franziskaner André Thevet (auch Tevet oder Theuet), französischer Gelehrter und Schriftsteller, in seiner 1575 in Paris gedruckten Cosmographie. Die karge und abgelegene „Île aux Démons“ sei bewohnt von bösen Geistern und Dämonen, die sich durch verworrenes Gebrüll und unartikulierte Schreie bemerkbar machen. Thevet gibt an, an der Expedition des Admirals Nicolas Durand de Villegagnon von 1555 zum amerikanischen Kontinent teilgenommen zu haben. Er behauptet, dass er während dieser Reise die Dämoneninsel betreten habe. Er sei von den dort hausenden, bösartigen Phantomen gequält worden. Nur mit dem Deklamieren des Johannesevangeliums habe er die Geistwesen bannen und die Insel verlassen können.
Die Kartendarstellung des italienischen Geografen Giovan Battista Ramusio von 1556 ist detaillierter und zeigt auf der – jetzt nicht mehr als Doppelinsel eingezeichneten – „Isola de Demoni“ teufelsähnliche, gehörnte und geflügelte Zweibeiner, „wilde“ Dorfbewohner, einen Jäger mit Pfeil und Bogen sowie einen großen Raubvogel, ähnlich dem Vogel Roch.
Weitere Darstellungen der Dämoneninsel finden sich u. a. bei Sebastiano Caboto (1544), bei Battista Agnese (1553), Sebastian Münster (1545), im Atlas Theatrum Orbis Terrarum von Abraham Ortelius (1570) und bei anderen Kartografen bis in das 17. Jahrhundert hinein. Dagegen findet sich die Dämoneninsel in anderen zeitgenössischen Werken bekannter Forscher und Kartographen nicht, wie zum Beispiel bei: Samuel de Champlain, Jodocus Hondius und Henricus Hondius.

## Marguerite de La Rocque
Der Seefahrer Jean-François de La Rocque de Roberval erhielt den Auftrag von König Franz I., in Neufrankreich eine Siedlung zu errichten, nahe dem heutigen Quebec. Die Expedition bestand aus drei Schiffen, die insgesamt 200 Kolonisten zum amerikanischen Kontinent brachten. Als die Schiffe 1542 von La Rochelle abfuhren, war auch seine Nichte Marguerite de La Rocque mit an Bord. Auf der Reise begann sie eine leidenschaftliche Liebesaffäre mit einem der jungen Seeoffiziere. Der strenggläubige Calvinist Roberval war darüber derart erbost, dass er das junge Paar zusammen mit einer alten Dienerin auf der Dämoneninsel aussetzte. Tag und Nacht wurden die Verstoßenen von den Dämonen gequält, sodass sie keine Ruhe fanden. Marguerite wurde schwanger und der Seeoffizier erkrankte und starb. Kurze Zeit drauf starben auch das Neugeborene und die Dienerin. Mit ihrem Gewehr konnte Marguerite zwar gegen die Dämonen nichts ausrichten – da half angeblich nur das laute Vorlesen aus dem Neuen Testament – aber sie erlegte drei Bären, die „weiß wie Eierschalen“ waren. Nach einer Robinsonade von zweieinhalb Jahren auf der Dämoneninsel wurde sie von einem Fischerboot gerettet und gelangte schließlich zurück nach Frankreich.
Es ist wenig wahrscheinlich, dass diese Geschichte, die André Thevet schildert, auf Wahrheit beruht, obwohl er einige historisch nachprüfbare Details eingefügt hat. Eine Episode gleichen Inhalts ist in der schon 1558 posthum herausgegebenen Rahmenerzählung Heptaméron der Margarete von Navarra enthalten, die als Romanzo d’amore in der Art von Boccaccios Decamerone angelegt ist. Die Geschichte, die wahrscheinlich auch dem gebildeten André Thevet bekannt war, wurde später mehrfach literarisch verarbeitet, u. a. 1570 in den Histoires Tragiques von François de Belleforest, in dem Gedicht Marguerite De Roberval der kanadischen Dichterin Isabel Ecclestone Mackay (* 25. November 1875; † 15. August 1928), in einem Roman des Kanadiers George Martin und in dem Lied The Ballad of Marguerite de la Roche des irisch-kanadischen Liedermachers Aengus Finnan aus den 1980er Jahren.

## Die Fakten
Welche Insel der sagenhaften Dämoneninsel tatsächlich entspricht, ist nicht bekannt, da eine nautische Position nicht angegeben ist. Im 16. Jahrhundert ermittelte Positionen wären wegen der ungenauen Instrumente auch wenig zuverlässig. In der Sekundärliteratur können daher nur Vermutungen geäußert werden. Nach Thevet soll die Insel der Dämonen unweit der Mündung des Rivière Saint-Paul liegen. Je nach Autor werden verschiedene Inseln angenommen: Quirpon Island, Funk Island, Caribou Island im Norden von Nova Scotia oder die Belle Isle im äußersten Nordosten von Neufundland.
Die unheimlichen Geräusche auf der Dämoneninsel, über die Thevet und andere Autoren berichten, sind auf subarktischen Inseln durchaus real und könnten von Paarungskämpfen der Walrosse oder von großen Vogelkolonien verursacht worden sein.